# Каменев, Пётр Ильич
Пётр Ильич Каменев (9 июля 1903 г. с. Покровское, Наровчатский уезд, Пензенская губерния — 30 августа 1960 г. г. Уфа, Башкирской АССР) — советский государственный и партийный деятель. Участник обороны Москвы. Заместитель председателя Президиума Верховного Совета Башкирской АССР в 1956—1960 годах, первый заместитель Председателя Совета Министров Башкирской АССР с 1953 по 1956 год.
В 1952—1953 гг. первый секретарь Стерлитамакского обкома ВКП(б). С 1947 по 1952 г.г. — второй секретарь Башкирского обкома ВКП(б).
Депутат Верховного Совета РСФСР 3 и 4 созывов (1951—1959), депутат Верховного Совета Башкирской АССР 3, 4, 5 созывов (1951—1960).

## Биография
Родился в 1903 году. Член ВКП(б) с 1921 года.
С 1921 года — на хозяйственной, общественной и политической работе. В 1921—1960 гг. — на комсомольской и партийной работе в Краснодарском крае, первый секретарь Абинского районного комитета ВКП(б), в распоряжении ЦК ВКП(б), второй секретарь Башкирского обкома КПСС, первый секретарь Стерлитамакского обкома ВКП(б), первый заместитель Председателя Совета Министров Башкирской АССР, заместитель председателя Президиума Верховного Совета Башкирской АССР.

## Награды
- Орден Отечественной войны I степени,
- два ордена Трудового Красного Знамени.

Медали:
- За оборону Москвы,
- За доблестный труд в Великой Отечественной войне 1941 —1945 гг.,
- За освоение целинных земель.